# Port lotniczy Kalemie
Port lotniczy Kalemie – port lotniczy zlokalizowany w Kalemie, w Demokratycznej Republice Konga.

## Linie lotnicze i połączenia
| Linia Lotnicza                 | Kierunek                                                                    |
| ------------------------------ | --------------------------------------------------------------------------- |
| Compagnie Africaine d'Aviation | 1. Beni 2. Bunia 3. Goma 4. Kinszasa 5. Kongolo 6. Lubumbashi 7. Mbuji-Mayi |